# Tajuria herculius
Tajuria herculius är en fjärilsart som beskrevs av Hans Fruhstorfer 1912. Tajuria herculius ingår i släktet Tajuria och familjen juvelvingar. Inga underarter finns listade i Catalogue of Life.